# 巴洛尔 (索恩-卢瓦尔省)
巴洛尔（法語：Ballore，法語發音：[balɔʁ]）是法国索恩-卢瓦尔省的一个市镇，属于沙罗勒区。

## 地理
巴洛尔（46°32'6"N, 4°22'6"E）面积10.75 平方千米，位于法国勃艮第-弗朗什-孔泰大區索恩-卢瓦尔省，该省份为法国中部省份，北起顺时针与科多尔省、汝拉省、安省、罗讷省、卢瓦尔省、阿列省和涅夫勒省接壤。
与巴洛尔接壤的市镇（或旧市镇、城区）包括：拉吉什、勒鲁塞-马里济、马蒂尼勒孔特、莫尔奈。

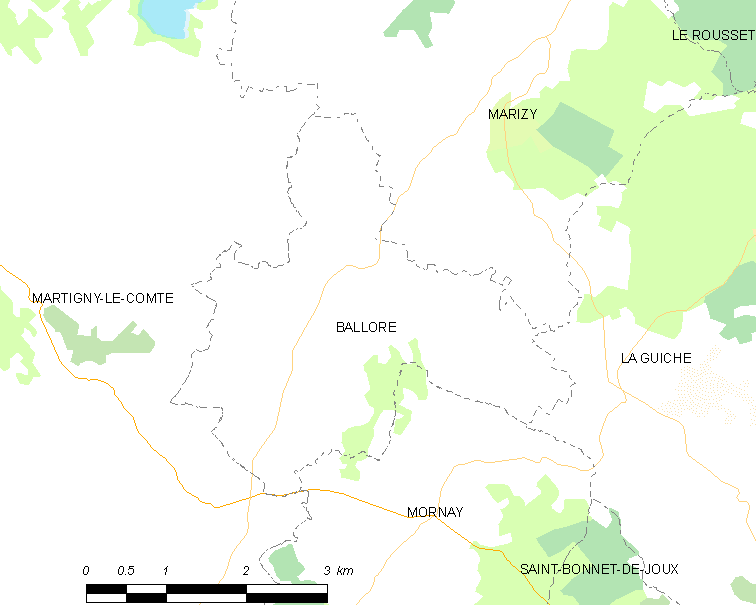
的OSM定位图

巴洛尔的时区为UTC+01:00、UTC+02:00（夏令时）。

## 行政
巴洛尔的邮政编码为71220，INSEE市镇编码为71017。

## 政治
巴洛尔所属的省级选区为沙罗勒县。

## 人口

1962-2008年间人口变化图示

巴洛尔于2022年1月1日时的人口数量为90人。